# Partito Progressista delle Maldive
Il Partito Progressista delle Maldive (in inglese Progressive Party of Maldives, PPM; in maldiviano ޕްރޮގްރެސިވް ޕާރޓީ އޮފް މޯލްޑިވްސް: ޕީ.ޕީ.އެމް) è un partito politico maldiviano.

## Storia
È stato fondato nel settembre 2011 da Maumoon Abdul Gayoom, dittatore delle Maldive dal 1978 al 2008, come scissione dal Partito Popolare Maldiviano.
In vista delle elezioni presidenziali del 2013, il PPM ha scelto il proprio candidato tramite delle elezioni primarie: il 30 marzo 2013 Abdulla Yameen, fratellastro di Gayoom, ha sconfitto con il 63% Umar Naseer. Al primo turno delle presidenziali Yameen ha ottenuto il 29,7%, accedendo così al ballottaggio contro Mohamed Nasheed del Partito Democratico Maldiviano.

## Ideologia
Il partito si colloca a centro-destra ed è ideologicamente islamista sunnita.

## Risultati elettorali
| Anno | Voti   | Seggi   |
| ---- | ------ | ------- |
| 2014 | 51 424 | 33 / 85 |
| 2019 | 19 176 | 5 / 87  |